# Ralph Thomlinson
Ralph Thomlinson (12 februari 1925 – South San Francisco, 8 februari 2007) was een Amerikaans socioloog en demograaf. Hij overleed op 81-jarige leeftijd in South San Francisco. 

## Publicaties (Boeken)
- 1965, Population dynamics; causes and consequences of world demographic change
- 1965, Sociological concepts and research; acquisition, analysis, and interpretation of social information
- 1967, Demographic problems; controversy over population control
- 1969, Urban structure; the social and spatial character of cities
- 1971, Thailand's population; facts, trends, problems, and policies